# Oberfrankenohe
Oberfrankenohe ist eine Wüstung im heutigen Truppenübungsplatz Grafenwöhr. Sie gehört zum Gemeindegebiet der Stadt Grafenwöhr.

## Geschichte
Ober-, Unter- und Schloßfrankenohe dürften durch fränkische Siedler bereits am Ende des 8. Jahrhunderts gegründet worden sein. Sie werden erstmals im Jahr 1008 in einer Schenkungsurkunde König Heinrichs II. an das Hochstift Bamberg urkundlich erwähnt.
Die Gemeinde Oberfrankenohe wurde 1818 durch das Gemeindeedikt in Bayern errichtet und umfasste auch die Orte Unter- und Schloßfrankenohe, Kotzmanns, Meilendorf und Portenreuth. 1933 hatte die Gemeinde 357 Einwohner. Die Absiedlung und Auflösung der Gemeinde erfolgte 1938/39 (nachträglich durch Bekanntmachung des Bayer. Staatsministerium des Innern vom 22. August 1951 verfügt). Die ehemalige Gemeinde gehört zum Kerngebiet des Truppenübungsplatzes Grafenwöhr und liegt in der Range 301, der größten Panzerschießbahn in Europa. Das seit 1939 gemeindefreie Gebiet wurde am 1. Juli 1978 in die Stadt Grafenwöhr eingegliedert.